# Jack Kevorkian
Pour les articles homonymes, voir Kevorkian.
Jack Kevorkian, né le 26 mai 1928 à Pontiac (Michigan, États-Unis) et mort le 3 juin 2011 à Detroit (Michigan), aussi connu sous le nom de « Dr. Mercy », « Dr. Suicide » ou « le Docteur de la Mort », est un médecin américain connu pour sa pratique de l'aide au suicide dans des cas médicaux graves.

## Biographie

### Jeunesse et études
Kevorkian est né à Pontiac au Michigan. D'ascendance arménienne, il a obtenu un baccalauréat en médecine du Michigan Medical School à Ann Arbor (une faculté de l'université du Michigan) en 1952. Il s'est également intéressé à la musique et à la peinture. Il a composé des chansons de jazz et peint des toiles sombres. C'est dans les années 1980 qu'il a commencé à être connu pour ses positions sur l'euthanasie et le suicide assisté.

### Aide au suicide
Il procède de la manière suivante : le malade doit souffrir d'une maladie incurable provoquant des douleurs insupportables. Il prend rendez-vous avec Kevorkian et une déclaration est enregistrée sur bande vidéo pour servir de preuve en cas d'accusations à l'égard du médecin. Pour l'euthanasie, le patient déclenche lui-même la diffusion d'un gaz mortel, ce qui est censé protéger Kevorkian contre les accusations d'homicide.
En 1990, il aide publiquement une patiente atteinte de la maladie d'Alzheimer à se suicider. L'État du Michigan engage alors des poursuites abandonnées peu après faute de qualification pénale appropriée. Sa licence lui est cependant retirée l'année suivante et il n'a dès lors plus le droit d'exercer la médecine.

### Condamnation
En 1998, l'émission 60 Minutes diffuse une vidéo le montrant en train de pratiquer une euthanasie volontaire sur Thomas Youk. Une nouvelle procédure pour meurtre au premier degré est lancée et débouche sur une condamnation d'emprisonnement d'une durée de 10 à 25 ans à la suite d'un procès très médiatisé. Jack Kevorkian n'a pas été capable d'apporter des preuves à ses témoignages ni de faire témoigner des témoins pertinents.

### Libération
En 2007, Jack Kevorkian est libéré à 79 ans d'une prison du Michigan après y avoir passé 8 ans et demi pour meurtre au second degré. 
En 2008, il présente sa candidature au Congrès des États-Unis. 
Jack Kevorkian meurt le 3 juin 2011 à l'âge de 83 ans, à l'hôpital Beaumont, situé dans la ville de Royal Oak (Michigan).

## Carrière musicale
Kevorkian était un musicien et compositeur de jazz.[réf. souhaitée]

## Postérité
En 2010, le téléfilm La Vérité sur Jack (You Don't Know Jack) présente son action, avec Al Pacino dans le rôle du docteur Kevorkian.
En 2015, le Volkswagen Combi de 1968, dans lequel Jack Kevorkian assistait certains de ses patients suicidaires, a été racheté par l'enquêteur en paranormal Zak Bagans (de la série documentaire Ghost Adventures) pour y être exposé dans son musée hanté de Las Vegas.

## Dans la culture
- La Vérité sur Jack (You Don't Know Jack) (2010), téléfilm sur la vie du médecin.
- Deadly Possessions S01E06 : Dr Kevorkians Death Van and Natalie Woods Yacht, émission télé
- La Mort (South Park saison 1 épisode 06), Jack Kevorkian est cité sous le nom "Jack Laborkian" dans le cadre d'une conversation sur le suicide assisté.